# 音都
『音都-ONTO-』は、大阪で行われている音楽ライブ、並びに、2019年1月9日から9月25日までサンテレビで放送されていた音楽番組で主にビーイング系の番組である。
また、株式会社音都は、大手音楽プロダクションのビーインググループの傘下企業である。

## 概要
『音都-ONTO-』は、大阪で開催されている音楽ライブ「音都」に出演しているアーティストによる音楽番組。
毎回「音都人」(ゲスト)を迎え、トークを行う。
番組終了後の2020年1月3日には「音都 2020新春特番」が放送された。
株式会社音都はサンテレビで放送されていたバラエティ番組『いつありのブラ街』をサンテレビと共同製作していた。

## コーナー

### Mei Meiの Music Trilingual
トリリンガルであるMei Mei (美美)が海外の文化、風習を紹介するコーナー。

### 音都知新
若手アーティストのPVを紹介するコーナー。

### 神業
アーティストが自身のこだわりについて語るコーナー。

## スタッフ
- カメラ：田村守、宮脇淳
- 音響：伊東克彦
- 編集：河内幸恵
- 構成・制作：石原正也
- 制作補佐：栗本崇次
- 制作協力：MAKANA
- ディレクター：広根結花
- プロデューサー：曲手秀昭(GIZA)、森山昭裕(エヌキャスト)、仁子孝史(エヌキャスト)、大川恭弘(サンテレビ)
- ゼネラルプロデューサー：長戸大幸
- 制作著作：サンテレビ

| サンテレビ 水曜23時30分                                  | サンテレビ 水曜23時30分 | サンテレビ 水曜23時30分                                               |
| 前番組                                                   | 番組名                  | 次番組                                                                |
| -------------------------------------------------------- | ----------------------- | --------------------------------------------------------------------- |
| ジロッケン～環七フィーバー～ tvk制作 ※水曜18時30分に移動 | 音都 【サンテレビ制作】 | 古閑美保のゴルフチャレンジアスリート (2019年10月2日 - 2020年3月25日） |